# Hysteropterum oertzeni
Hysteropterum oertzeni är en insektsart som beskrevs av Matsumura 1910. Hysteropterum oertzeni ingår i släktet Hysteropterum och familjen sköldstritar. Inga underarter finns listade i Catalogue of Life.